# 重羽紫菀
重羽紫菀（学名：Aster bipinnatisectus）为菊科紫菀属的植物，是中国的特有植物。分布于中国大陆的西藏等地，生长于海拔3,200米的地区，目前尚未由人工引种栽培。